# 리버스코스
리버스코스(영어: reverse course) 또는 역코스(일본어: 逆コース)는 전후 일본에서 추진된 연합군 최고사령부(GHQ)의 민주화·비군사화 정책에 역행하는 정치적·경제적·사회적 움직임을 가리키는 표현이다. 역코스란 표현은 요미우리 신문이 1951년 11월 2일부터 연재하기 시작한 특집 기사에서 유래했다.
제2차 세계 대전에서 패배한 일본은 포츠담 선언과 항복 문서에 기초해 GHQ의 점령을 받게 되었다. 당초 GHQ는 일본의 민주화와 비군사화를 추진했지만 1947년 일본공산당이 준비하던 2·1 총파업에 대해 중지 명령을 내린 것을 시작으로 점령 정책이 전환되었다. 이는 일본을 공산주의의 방파제로 삼고자 한 미국 연방 정부의 의도에 따른 것이었다. GHQ가 발포했던 공직추방령, 단체 등 규정령, 점령 목적 저해 행위 처벌령과 같은 명령들은 원래 민주화와 비군사화 정책을 추진하기 위한 것이었으나 이때부터는 사회주의 운동을 단속하고 감독하기 위한 목적으로 바뀌었다.
당시의 제3차 요시다 내각은 GHQ의 이러한 의향을 받아들였다. 1949년 중화인민공화국 건국, 1950년 한국 전쟁 발발 이후 공직 추방된 사람들의 추방을 해제하고 레드 퍼지의 명분으로 공직추방령을 활용했다. 이를 계기로 보수 세력이 세를 늘릴 수 있었다. 총사령관 더글러스 맥아더, 민정국장 코트니 휘트니, 민정국 차장 찰스 케디스 등은 점령 정책의 전환에 반대했지만 미국 국무부의 지시를 따르지 않을 수 없었다.
또한 1948년 유럽에서도 반공주의 정책이 취해졌다. 나치 관계자가 있던 국제결제은행(BIS)의 폐지 문제가 흐지부지되었고 마셜 플랜이 실행되기도 했다. 특히 마셜 플랜은 서유럽의 경제를 부흥시켜 공산주의의 영향력 확대를 제한하려고 했다는 점에서 비슷한 측면이 있다.
역코스로 불린 사건들로는 폐지되었던 특별고등경찰을 대신하여 공안경찰을 새로 만들고 데모나 노동 쟁의를 규제하고 경찰예비대를 창설하고 군국주의에 편승했던 재벌 해체가 사실상 중단되고 전범으로 기소된 사람들의 형을 줄이거나 석방하는 것들이 있다. 샌프란시스코 강화 조약 체결과 관련해서도 사회주의 국가를 포함한 전면 강화가 아닌 서방 국가들하고만 단독 강화를 맺게 된 것도 역코스의 일환이었다.
미국의 점령 종료 후에도 요시다 시게루에 의해 역코스 정책은 이어졌다. 또한 미국 정부는 여전히 은밀하고 공개적인 방법으로 일본의 보수 정권을 지원했다. 경찰예비대는 보안대를 거쳐 1954년 사실상의 군대인 자위대(SDF)로 개편되었고 미국이 분권화시켰던 일본의 경찰은 다시 중앙집권화되었다.
역코스는 미일동맹의 토대를 마련하여 냉전 기간 동안 일본이 미국 진영에 잔류할 수 있도록 해주는 주일 미군(USFJ)이라는 장치를 제공해주었다. 재벌은 사실상 해체되지 않은 채 게이레쓰의 주도 하에 부분적인 개혁을 할 수 있게 해주었다. 또한 일본 정치권에서는 보수 세력의 입지를 강화하여 수십 년에 걸친 보수 통치의 토대를 마련했다.